# Explosions de bipeurs et de talkies-walkies au Liban
Les explosions de bipeurs et de talkies-walkies au Liban survenues les 17 et 18 septembre 2024 sont des attaques perpétrées par Israël qui ont consisté à faire exploser de manière simultanée plusieurs milliers de bipeurs et de talkies-walkies utilisés notamment par le Hezbollah — qui serait la cible — mais aussi par des civils, au Liban principalement, et dans une plus faible mesure en Syrie. Les explosions de bipeurs le 17 septembre ont fait près de 12 morts et 2 800 blessés. Le 18 septembre 2024, ce sont des talkies-walkies qui explosent, faisant au moins 25 morts et plus de 450 blessés. En tout 42 personnes ont été tuées, dont 12 civils, et près de 3 500 blessées.
Ces attaques interviennent dans le contexte de la guerre à Gaza.
Selon les experts, les services israéliens auraient infiltré la chaîne d'approvisionnement des bipeurs. Près de 5 000 bipeurs ont été piégés au moment de leur fabrication avec de petites quantités d'explosifs. Les explosions ont été déclenchées à distance et ont blessé ou tué les personnes à proximité des appareils.
L'ONU qualifie ces attaques de « violations du droit international ». Plusieurs spécialistes de droit international soulignent le caractère indiscriminé de l'attaque et rappellent l'interdiction des pièges, énoncée dans l’article 7(2) du Protocole II de la Convention sur certaines armes classiques (CCAC) et intégrée au droit international de la guerre en 1996.

## Contexte
Au cours de la guerre à Gaza, le Hezbollah s'est joint au conflit en soutien au Hamas en tirant sur des positions israéliennes. Depuis lors, le Hezbollah et Israël ont été impliqués dans des échanges de tirs transfrontaliers, qui ont déplacé des communautés entières en Israël et au Liban et causé des dommages importants aux bâtiments et aux terres le long de la frontière.
Avant la série d'explosions, le 17 septembre 2024, le cabinet de sécurité d'Israël avait indiqué que désormais la frontière nord avec le Liban devenait un objectif de guerre, qui s'ajoute aux deux objectifs antérieurs que sont le démantèlement du Hamas et la libération des otages kidnappés lors des attaques du 7 octobre 2023. Le gouvernement espère assurer ainsi le retour à leur domicile des personnes déplacées du nord d'Israël. L'agence de sécurité intérieure d'Israël, le Shin Bet, a annoncé ce même jour avoir déjoué en septembre 2023 un complot du Hezbollah visant à assassiner un ancien haut responsable de la défense à l'aide d'un engin explosif.
En septembre 2024, l'armée israélienne renforce sa présence à la frontière avec le Liban, en prévision d'une guerre à grande échelle.
Cette attaque intervient au moment où des négociations sont en cours sous l'égide des États-Unis pour tenter d'obtenir la désescalade à la frontière entre le Liban et Israël.
Avant les explosions, le secrétaire général du Hezbollah, Hassan Nasrallah, avait appelé les membres à cesser d'utiliser des smartphones, en soulignant la capacité d'Israël à infiltrer ces appareils et leur avait demandé de privilégier les bipeurs. Le groupe paramilitaire qualifie l’événement de « plus grande brèche de sécurité de l'organisation à ce jour »,.

## 17 septembre 2024

### Déroulement
Le 17 septembre 2024, des centaines de membres du Hezbollah, ainsi que des civils de leur entourage, ont été grièvement blessés dans plusieurs endroits au Liban à la suite de l'explosion de bipeurs (appareils de radiomessagerie, en anglais « pagers »). Les bipeurs ont sonné pendant plusieurs secondes avant l'explosion dans le but que le destinataire ait le temps de se saisir de l'appareil, de manière à augmenter les chances qu'il soit touché au visage par l'explosion.
Les explosions se sont produites dans plusieurs zones où se trouvaient des membres du Hezbollah, notamment dans la banlieue sud de Beyrouth (Dahieh), dans le Sud du Liban, et dans la plaine de la Bekaa, où des explosions ont été signalées dans les villes d'Aali en Nahri (en) et Rayak. Des explosions auraient été déclenchées jusqu'à 30 minutes après les détonations initiales, ce qui a aggravé le chaos résultant des précédentes. Des explosions ont également été signalées à Damas, en Syrie, pour un total de quatorze blessés.
Des témoins ont rapporté avoir vu plusieurs personnes saignant de leurs blessures à la suite des explosions. Des photos et des vidéos circulant sur les réseaux sociaux et dans les médias locaux des banlieues sud de Beyrouth montraient des individus allongés au sol avec des blessures aux mains ou près de leurs poches.
Les hôpitaux du sud du Liban, de la vallée de la Bekaa et des banlieues sud de Beyrouth ont été submergés de patients, dont beaucoup souffrent de blessures graves. En réponse, le ministère libanais de la Santé a conseillé aux personnes possédant des bipeurs de s'en débarrasser et a demandé aux hôpitaux de rester en « état d'alerte élevée ». L'Agence nationale d'information gérée par l'État a lancé un appel aux dons de sang.

### Cause et responsabilités
5 000 bipeurs avec des explosifs disposés de manière indétectable à l'intérieur, ont été vendus au Hezbollah à partir de février 2024, sous le nom de modèle AR-924, reprenant le design du modèle AP-924 de Gold Apollo,. Gold Apollo, entreprise taïwanaise, déclare que ces appareils ont été fabriqués sous licence par l'entreprise hongroise BAC Consulting. Selon le New York Times, BAC Consulting est une « organisation écran créée par des membres des services de renseignements israéliens »,,,. Cette société écran emploie un seul prestataire de service,,,.
Le Mossad est largement décrit comme l'auteur de cette attaque, information décrite par des responsables américains et d'autres officiels informés de l'opération,,. L'État hébreu aurait planifié l'attaque, ce qui aurait nécessité au préalable la création de sociétés écrans - afin d'infiltrer la chaîne d'approvisionnement des bipeurs - la participation de nombreux agents du Mossad pour couvrir les activités de ces sociétés, et celle d'employés non-impliqués qui ignoraient tout de l'objectif réel de ces entreprises. Selon le New York Times et le Washington Post, citant une source de services de renseignement, Israël, à partir de 2022, a participé à la fabrication des bipeurs qui ont explosé,. Il aurait maitrisé le cycle de fabrication et de commercialisation, avec la création de sites internet à partir de septembre 2023 pour vendre ce matériel au Hezbollah. L'explosif utilisé pour piéger les bipeurs est le tétranitrate de pentaérythritol (PETN) selon The New York Times. L'explosif aurait été placé au sein même de la batterie entre deux cellules de batterie, avec de plus un matériau détonateur. 
Le 12 septembre 2024, le Mossad a informé plusieurs responsables politiques de cette opération secrète. Les États-Unis n'auraient pas été prévenus préalablement à l'attaque,. Selon CBS, Israël a informé des responsables américains de l'opération 20 minutes avant de la déclencher. Le 10 novembre, Benyamin Nétanyahou annonce avoir validé le déclenchement des explosifs des bipeurs et talkies-walkies. Il déclare également avoir avancé la date des explosions, initialement prévue en octobre, car l'attaque risquait d'être découverte.

### Autres hypothèses envisagées
Le média d'investigation hongrois Telex met en cause une autre société qui aurait fourni des bipeurs piégés, Norta Global, basée en Bulgarie,. Une enquête des services bulgares conclut cependant qu'aucun des bipeurs piégés n'a été « importé, exporté ou fabriqué » sur le sol bulgare. Une autre enquête est ouverte en Norvège où le fondateur et dirigeant de Norta Global Ltd, domicilié à Oslo, Rinson J, a créé deux sociétés aux noms très proches dans ce pays scandinave. Rinson J. a quitté le pays le soir de l'explosion des bipeurs pour une conférence aux Etats-Unis.
L'hypothèse envisagée dans un premier temps, de l'explosion à distance des batteries au lithium des appareils par surchauffe est considérée en définitive comme peu probable par les experts. Les batteries au lithium, qui se trouvent dans divers appareils électroniques grand public et dans les véhicules électriques, peuvent surchauffer, fumer, fondre ou prendre feu en atteignant des températures jusqu'à 590 °C (1 100 °F) ; toutefois, il est difficile de provoquer leur explosion.
Il a été révélé que l'Université américaine de Beyrouth avait renouvelé ses bipeurs le 29 août 2024, engendrant une polémique affirmant que des responsables auraient été prévenus.

### Victimes
Douze personnes ont été tuées le 17 septembre dont deux enfants et quatre professionnels de la santé travaillant dans des hôpitaux privés de la banlieue sud de Beyrouth. Le fils du député du Hezbollah, Ali Ammar, compte également parmi ces douze personnes tuées.
Mojtaba Amani (en), l'ambassadeur d'Iran au Liban, a été blessé. Il aurait perdu un œil ce qui est démenti par son ambassade.
Si un grand nombre de victimes sont des membres du Hezbollah, « beaucoup de personnes qui ont souffert de cette attaque sont des non-combattants ou des civils », selon le ministre de la santé libanais.
Selon des médecins libanais ayant soigné les victimes, la plupart des blessures ont été portées aux yeux et aux mains, nécessitant des énucléations. Dans la plupart des cas, les deux yeux ont été touchés ; les victimes deviennent aveugles,.

## 18 septembre 2024
Le 18 septembre 2024, des talkie-walkies explosent au Liban. Ces nouvelles explosions font au moins vingt morts et 450 blessés,,,. D'après des membres des services hospitaliers libanais, la majorité des personnes blessées par l'explosion de talkies-walkies piégés ont définitivement perdu la vue. Les appareils étaient notamment utilisés par les membres du Hezbollah ainsi que par des civils. Les appareils qui explosent sont plus massifs que la veille, les explosions, plus puissantes et les atteintes, plus graves.
Des talkies-walkies ont explosé pendant les funérailles de membres du Hezbollah tués le jour précédent par l'explosion de bipeurs. D'autres explosions se sont produites dans des marchés et des rues animées.  Certaines explosions ont entraîné l'incendie de véhicules.
Les talkies-walkies IC-V82 sont fabriqués par la société japonaise ICOM de 2004 à octobre 2014 ; il s'agit de modèles anciens qui ne sont pas passés par un circuit de commercialisation régulier. La commercialisation des talkies-walkies piégés auraient commencé par partir de 2015. Ces talkies-walkies permettaient également l'accès aux communications de leurs utilisateurs.
Il avait été initialement rapporté que d'autres appareils de communication (téléphones portables, tablettes, lecteurs d'empreintes digitales voire panneaux solaires) avaient également explosé mais ces informations étaient fausses.

## Conséquences

### Pour la société libanaise
Les attaques provoquent le choc et l'indignation de la plupart des Libanais du fait que les explosions ont eu lieu dans des lieux publics comme des marchés ou dans la rue et ont atteint des civils. Le Monde parle d'« une onde de terreur qui s'est répandue à travers le Liban ».
Selon le magazine Time, « beaucoup ont comparé ces deux attentats à du « terrorisme », à la fois en raison de leur impact sur la population libanaise et de leur caractère profondément angoissant ». Cet hebdomadaire américain compare la méthode « en deux étapes » aux attentats d'Al-Qaida visant des ambassades américaines en Afrique en 1998, au Kenya et en Tanzanie, ainsi qu'aux attentats à la voiture piégée lors de l’occupation américaine de l’Irak, où une bombe explosait, puis une deuxième une demi-heure plus tard. « Si l’objectif principal de l'attaque était de susciter la peur, le succès était palpable dans tout Beyrouth », indique le Time.
Selon L'Orient-Le Jour, l'attaque probablement israélienne, inédite et sophistiquée, est « indiscriminée, les explosions ayant eu lieu dans des lieux publics » ayant touché des enfants et professionnels de santé, brouillant la frontière entre combattants et civils.
Un mouvement de solidarité a traversé tout le pays pour porter secours aux victimes, et tenter d’atténuer l’impact psychologique des attentats, y compris venant d'hommes politiques de partis rivaux. Les appels au don du sang se sont répandus sur les réseaux sociaux, suscitant ce que le Comité international de la Croix-Rouge CICR a qualifié de « plus grande opération de don du sang dans l’histoire du Liban ».

### Pour le Hezbollah
Selon APNews, les pertes humaines n'ont pas d'impact important sur l'effort de guerre du Hezbollah, la plupart des personnes touchées étant des travailleurs civils, non des commandants militaires. La principale conséquence des attaques est d'avoir perturbé le système de communication du groupe, ce qui implique une réévaluation en interne des protocoles de sécurité.

## Position de l'ONU
Selon le haut-commissaire de l’ONU aux droits humains, Volker Türk, « le ciblage simultané de milliers de personnes, qu’il s’agisse de civils ou de membres de groupes armés, sans savoir qui était en possession des engins ciblés, où et dans quel environnement ils se trouvaient, constitue une violation du droit international des droits humains ». Volker Türk déclare également : « c'est un crime de guerre de commettre des violences destinées à propager la terreur »,. Volker Türk indique que les responsables de ces attaques « devront rendre des comptes » et réclame une enquête.
Le secrétaire général de l'ONU Antonio Guterres rappelle que les « objets civils » ne doivent pas être transformés en armes de guerre.
L'ONU parle aussi d'une « escalade extrêmement inquiétante ». Plus précisément, Volker Türk, le haut-commissaire de l’ONU aux droits de l’homme, a dénoncé l’explosion des bipeurs, qui « viole le droit humanitaire international » et réclame une enquête « indépendante, rigoureuse et transparente ».

## Analyses du point de vue juridique
Selon The Guardian , de nombreux observateurs internationaux déclarent que « la détonation simultanée des milliers d'appareils de communication piégés pourrait constituer un crime de guerre ». Le fait qu'une partie, en l'occurrence le Hezbollah, ait recours à des moyens d'action criminels, autorise l'autre partie - Israël - à répondre, mais non à violer le droit international.

### Interdiction des atteintes aux civils
Andreas Krieg, spécialiste d'études de sécurité, professeur au Kings College de Londres, interrogé par le magazine Time sur la question de savoir si l'attaque pourrait constituer un crime de guerre, affirme que « même si l’attaque visait peut-être des téléavertisseurs utilisés par le Hezbollah, cela ne signifie pas nécessairement que ceux qui les possédaient étaient des militants armés » ; le Hezbollah aurait fourni des moyens de télécommunication à ses membres civils. En effet, si le Hezbollah est une organisation armée et une formation politique, il mène aussi, indique Andreas Kreig, des actions caritatives, éducatives, médicales, etc.
Jessica Peake, professeure de droit international à la faculté de droit de l'université de Californie à Los Angeles considère que l'opération constitue une « attaque aveugle », dans la mesure où il était impossible d'éviter les atteintes à des civils dans des lieux publics. L'opération constitue également « une violation du principe de proportionnalité » du fait de son ampleur qui empêchait le ciblage précis des combattants.

### Interdiction des pièges
Mary Ellen O'Connell (en), professeure de droit et d'études sur la paix internationale à l'université de Notre-Dame dans l'Indiana, consultée par Associated Press sur ce sujet, rappelle l'interdiction des pièges (en anglais « booby traps ») dans le droit international. « Il est strictement interdit d'employer comme arme un objet utilisé par des civils ». En effet, il s'agit d'une forme de « meurtre par trahison », « par tromperie ». Le traité annexe de la seconde conférence de La Haye, toujours contraignant, impose aux combattants le port d’armes en public.
Brian Finucane, conseiller juridique du département d’État américain pendant les présidences de Barack Obama et de Donald Trump, puis conseiller de l’International Crisis Group, souligne l'importance d'un principe du droit international de la guerre : « l’interdiction de l'emploi de pièges ou d’autres dispositifs sous la forme d’objets portables inoffensifs qui sont spécifiquement conçus et construits pour contenir des matières explosives ». Israël a donné son accord à cette interdiction, énoncée dans l’article 7(2) du Protocole II de la Convention sur certaines armes classiques (CCAC) et intégrée au droit international de la guerre en 1996.

### Violation des lois du temps de paix
Malgré les hostilités qui opposent le Hezbollah et Israël, le Liban se trouve dans un régime du temps de paix, au sens du droit international, et non dans le régime du temps de guerre, selon Mary Ellen O'Connell (en). L'usage de la force létale est autorisé en temps de paix uniquement pour sauver des vies ; or le fait d'insérer des explosifs dans un appareil destiné à être utilisé dans des lieux civils (maisons, bureaux, hôpitaux), n'est pas considéré comme un moyen légal de sauver des vies. Mary Ellen O'Connell (en) ajoute dans The Conversation que même si le Liban et Israël entraient en guerre, les pièges seraient tout autant interdits en vertu du droit de la guerre.

### Création d'un précédent
Selon Amélie Ferey, chercheuse en science politique, l'attaque crée un précédent, non pas tant comme réalisation technique, mais parce qu'elle transgresse une « ligne rouge » qui était jusqu'alors respectée dans le droit international. L'opération rend désormais concevable et acceptable le fait qu'un État élimine en masse des soldats ennemis en traçant leurs téléphones portables, sans combat. Elle franchit d'autant plus les limites de la légalité que de nombreuses victimes avaient cessé d'être des combattants, et avaient le statut de « réservistes ».
Amélie Ferey inscrit l'opération dans un contexte historique d'« affaissement » du droit international, qui lui paraît manifeste à Gaza avec des assassinats « ciblés » commis par Israël qui tuent des dizaines voire des centaines de civils. Plusieurs signes avant-coureurs de ce quasi-abandon du droit international étaient perceptibles selon la chercheuse lors de plusieurs tragédies récentes : le recours à des armes chimiques en Syrie par le régime syrien de Bachar al-Assad, les bombardements russes en Syrie contre des maternités, les bombes à sous-munitions utilisées en Ukraine par la Russie, l’utilisation du phosphore blanc par Israël au Liban.
L'ancien directeur de la CIA et secrétaire à la Défense des États-Unis, Leon Panetta, déclare : « La capacité de pouvoir placer un explosif dans une technologie qui est très répandue de nos jours et d'en faire une guerre de terreur, vraiment une guerre de terreur — c’est quelque chose de nouveau. ». Au journaliste Lee Cowan (en), qui lui demande si c'est du « terrorisme », il répond : « Je ne pense pas qu'il y ait le moindre doute sur le fait qu'il s'agit d'une forme de terrorisme. Cela touche directement la chaîne d'approvisionnement. Et lorsque la terreur touche la chaîne d'approvisionnement, les gens se posent la question de savoir ce qui va se passer ensuite. [...] C'est une tactique qui a des répercussions, et nous ne savons vraiment pas ce que ces répercussions vont être. [...] Il sera très important pour les nations du monde d'avoir une discussion sérieuse sur la question de savoir s'il ne s'agit pas d'un domaine sur lequel tout le monde doit se concentrer parce que si elles n'essaient pas de s'en occuper maintenant [...] c'est le champ de bataille du futur ».